# Castillo de Manfredonia

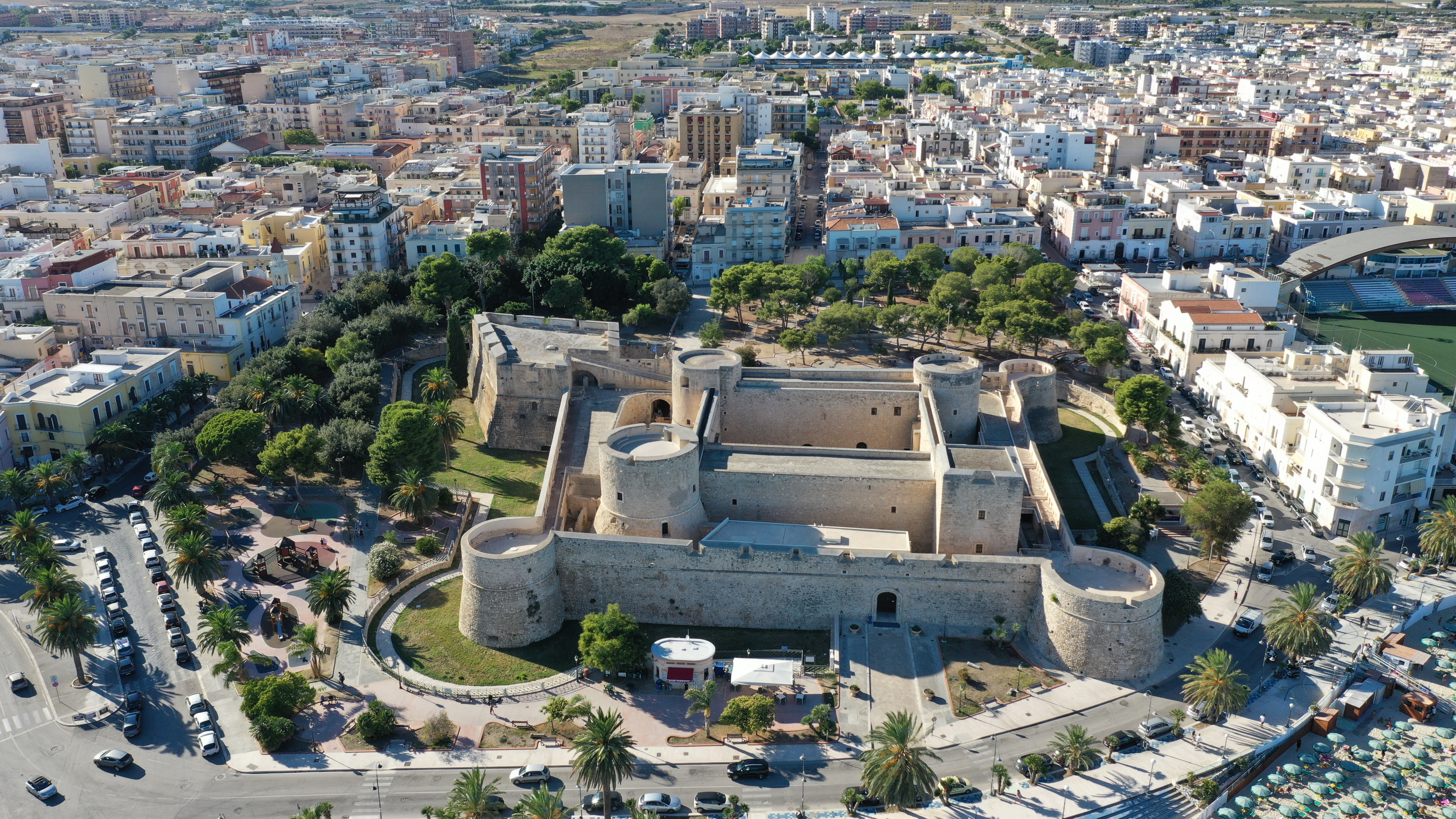
Castillo suabo-angevino

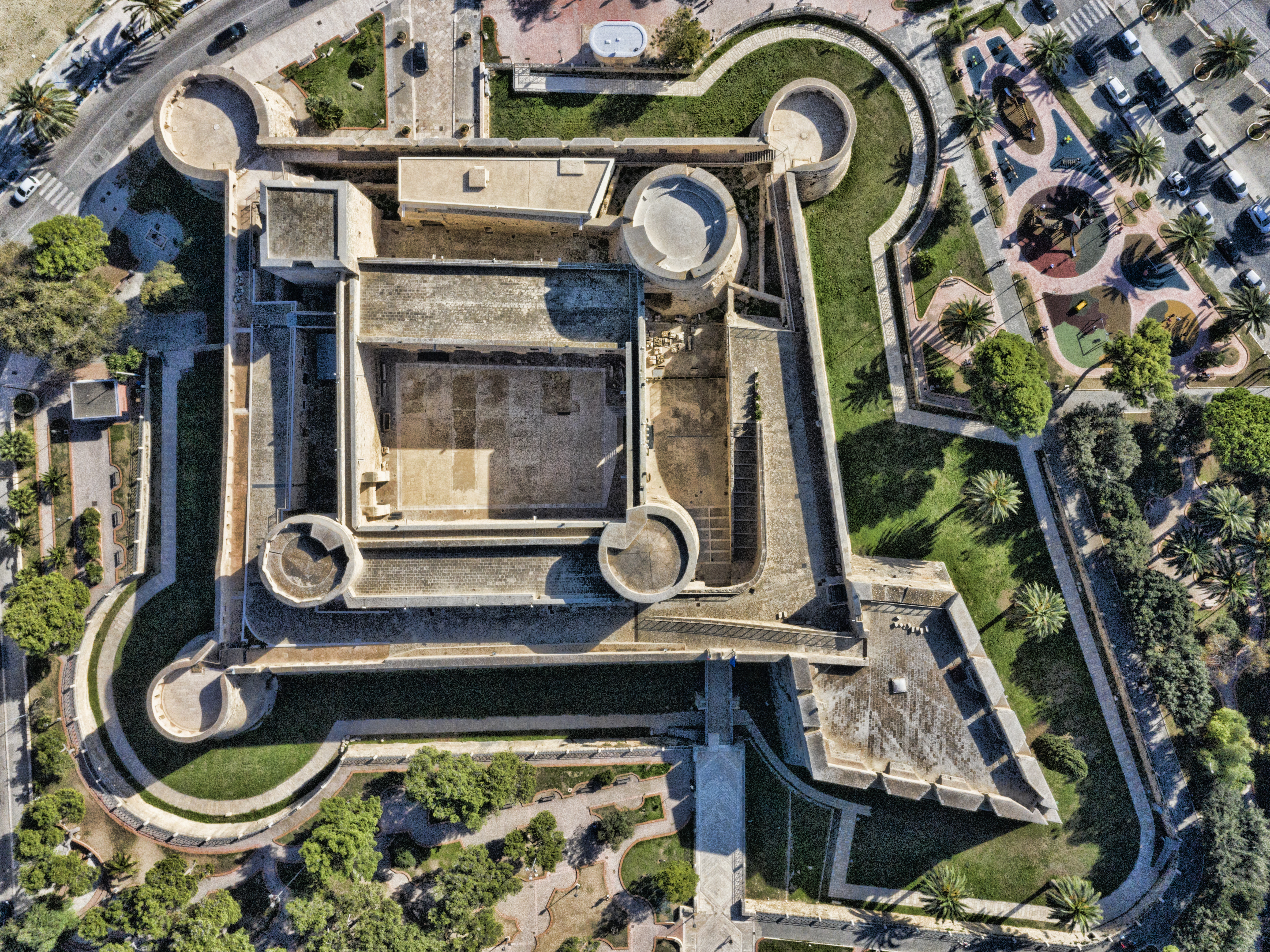
Vista cenital del castillo

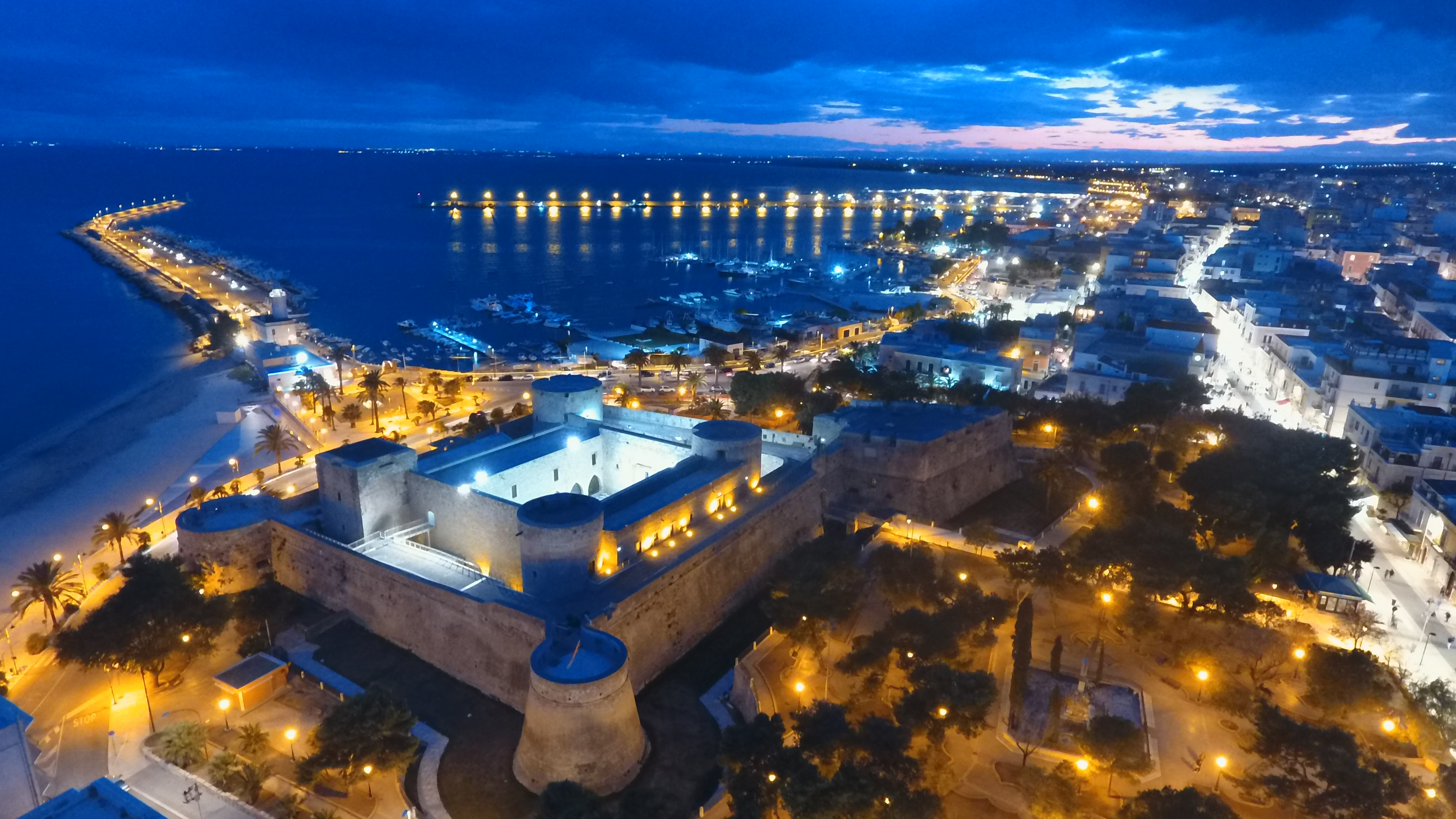
Vista nocturna del castillo de Manfredonia

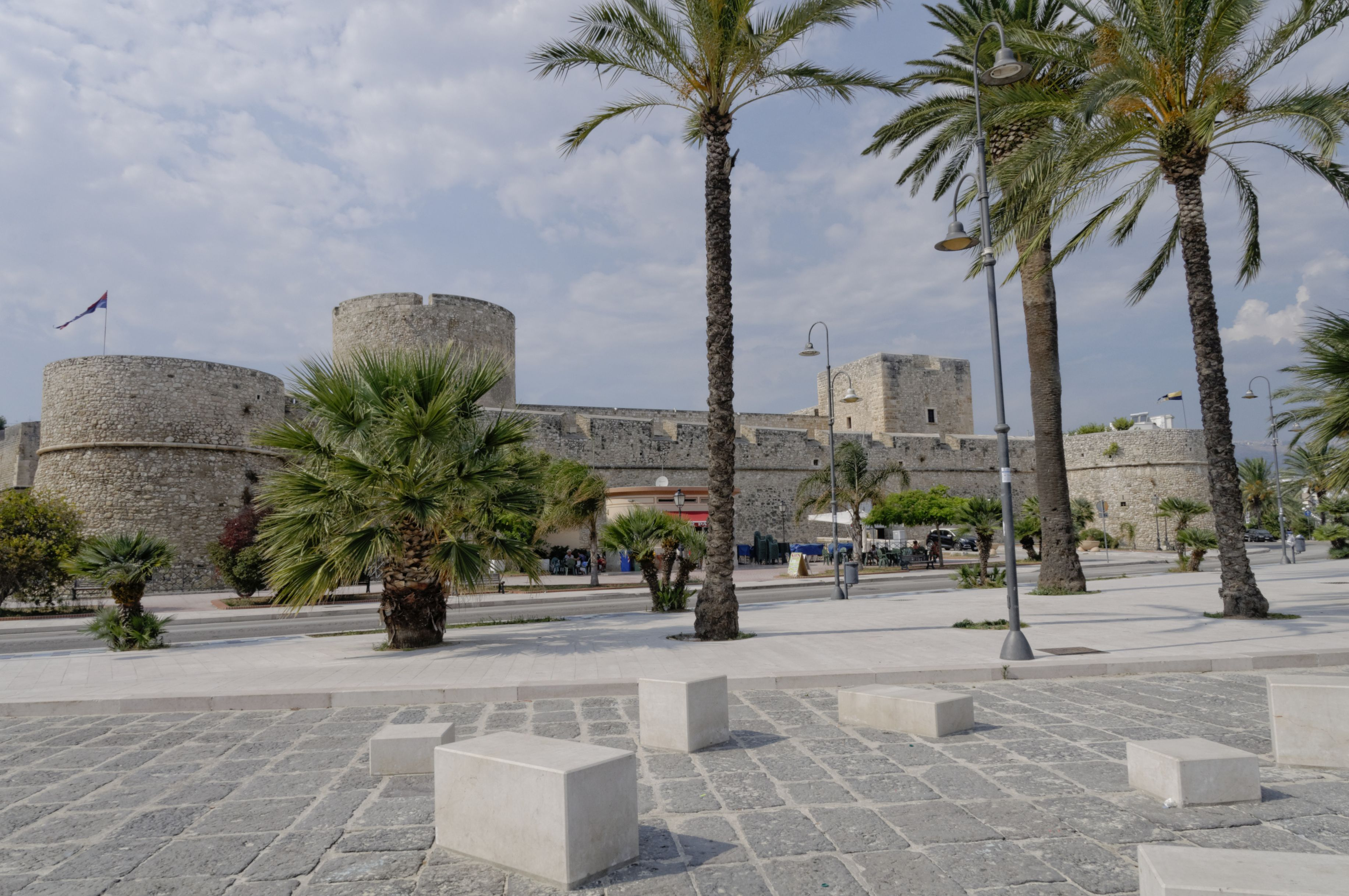
El castillo a pie de calle

El Castillo de Manfredonia es una estructura militar construida, ampliada y redefinida durante los periodos de dominación suaba, angevina, aragonesa y española, situada en el centro de Manfredonia. Desde diciembre de 2014, el Ministerio de Patrimonio y Actividades Culturales lo gestiona a través de la Dirección Regional de Museos.

## Historia
Los primeros documentos en los que se menciona el castillo datan de abril de 1279, en los que se hace referencia a la contratación de peones para iniciar las obras de construcción. Sin embargo, es posible que Carlos I, rey de Nápoles 1282-1285, hiciera construir el castillo utilizando estructuras que ya existían, incorporándolas al proyecto: se cree que el primer castillo contenía originalmente estancias cerradas por muros con puertas que comunicaban con el exterior.
El castillo no es el resultado de un proyecto unitario, sino que ha evolucionado desde el diseño original de Pierre de Angicourt hasta su configuración actual a través de una serie de transformaciones, ampliaciones y reconstrucciones que tuvieron lugar en distintos momentos. 
Las primeras transformaciones se remontan hacia 1442, cuando los aragoneses, en el marco de un extenso plan de fortificación de las zonas costeras, dotaron al conjunto de una muralla que incorporaba la estructura preexistente. 
En el siglo XVI, ya con la corona española y el virreinato de Nápoles, se construyó un bastión pentagonal al oeste del castillo que engulló una de las torres circulares, cuyo objetivo era proteger la estructura en caso de ataque enemigo desde la ciudad. Se conoce como bastión "Annunziata" por un azulejo de mármol situado sobre el corredor exterior que representa una escena de la Anunciación. En 1620, sin embargo, la fortaleza se rindió ante el ataque turco, un hecho que puso de manifiesto la debilidad del castillo: la falta de artillería suficiente y la ausencia total de parapetos de protección para garantizar la seguridad de los defensores.
En el siglo XVIII, habiendo perdido su función defensiva, se utilizó como cuartel y la torre oeste como prisión.
En 1901, fue adquirido por el municipio de Manfredonia, que lo donó al Estado mediante el Decreto Presidencial nº 952 de 21 de junio de 1968, con el compromiso de este último de construir un museo arqueológico en su interior. Hoy aloja el Museo Arqueológico Nacional de Manfredonia.

## Descripción
Originalmente, la estructura tenía forma de cuadrilátero cerrado por murallas y contaba con cinco torres cuadradas: cuatro en las esquinas del complejo y la quinta probablemente cerca de la puerta principal, en el lado noreste. Posteriormente, las cuatro torres de las esquinas se incorporaron a torres cilíndricas, mientras que de la quinta sólo quedan algunos vestigios.
En la muralla más exterior, construida en época aragonesa, se colocaron cuatro torres cilíndricas, más bajas que las interiores, ya que se adaptaban mejor a las técnicas defensivas de la época. Arquitectónicamente, se ajusta mucho a los cánones constructivos suabos, con su regularidad geométrica y su linealidad.

## Museo Arqueológico Nocional (Manfredonia)
Se encuentra en el interior del castillo, y la entrada al museo permite a los visitantes recorrer la estructura. Las exposiciones arqueológicas del museo ilustran la historia del antiguo territorio de Siponto y Gargano:
- La Estela daunia (it), un tipo de monumento funerario de piedra caliza común a la civilización daunia (una de las tres tribus ilirias de los ipigios), en la actual Capitanata (provincia de Foggia, en Apulia), de entre finales del siglo VIII y principios del V a. C.
- Hallazgos procedentes de excavaciones arqueológicas en el parque arqueológico de Siponto.
- Ánforas de transporte halladas en el mar, testimonio de la intensa actividad comercial a lo largo de las rutas adriáticas de la Daunia romana.
- Materiales arquitectónicos y epigráficos, procedentes principalmente de la zona arqueológica de Siponto.